# 高倉寿子

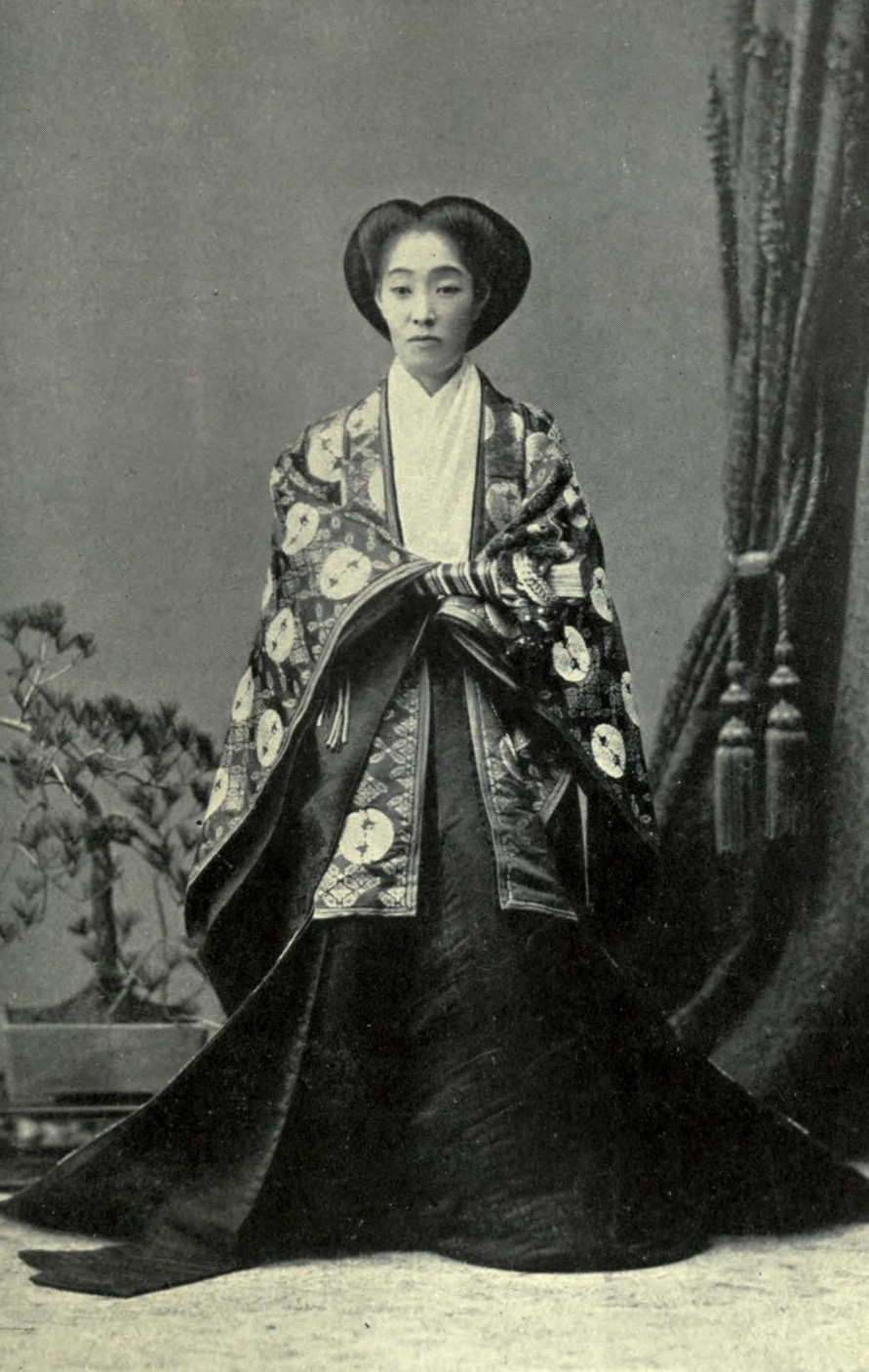
高倉寿子

高倉 寿子（たかくら かずこ、1840年10月6日〈天保11年9月11日〉 - 1930年〈昭和5年〉1月27日）は、明治・大正期の典侍。女房名は新樹。
高倉家の出身（高倉永胤の三女）。左大臣一条忠香に出仕、1868年忠香の三女美子（のちの昭憲皇太后）が明治天皇の皇后として入内する際、輔導役として宮中に入り典侍となる。のち女官長となり、皇后宮大夫の意見を皇后に伝えたり、皇后の公式行啓等に必ず参加したり、女官たちの監督等、宮中の事柄を取り仕切った。皇太后の没後、1915年職を辞し京都に隠棲。1930年死去。享年91。